# Руссі Тейлор
Руссі Тейлор (англ. Russi Taylor; нар. 4 травня 1944, Кембридж, Массачусетс, США — пом. 26 липня 2019, Ґлендейл, Каліфорнія, там само) — американська акторка озвучування. Вона найбільше запам'яталася тим, що озвучувала персонажа Мінні Маус англійською мовою з 1986 по 2019 рік і була одружена з актором озвучування Вейном Оллвайном, голосом Мікі Мауса, до його смерті. Вона була найдовготривалішою акторкою озвучування, яка озвучувала персонажа, утримуючи цю роль протягом 33 років. Вона також озвучила кількох персонажів у «Сімпсонах».

## Кар'єра
Тейлор розпочала свою кар'єру закадрового озвучення в середині 1970-х років. Її першою закадровою роллю був голос дитини Теда та Джорджетти у шоу Мері Тайлер Мур. Тейлор стала голосом Мінні Маус у 1986 році та продовжувала озвучувати персонажа протягом 33 років до своєї смерті у 2019 році. Вона також озвучувала Крячика, Квачика, Кручика і Пір'їнку Вандеркряк у телесеріалі «Качині історії» та в інших їхніх появах. Тейлор озвучила безліч персонажів мультсеріалу «Сімпсони», включаючи ботаніка-учня четвертого класу Мартіна Принса, близнюків з фіолетовим волоссям Шеррі і Террі, також німецького студента по обміну Ютера. Після її смерті продюсери «Сімпсонів» найняли Ґрей ДеЛайл в якості її наступниці.

## Фільмографія

### Фільми
| Рік  | Назва                                 | Роль                                   | Примітки               |
| ---- | ------------------------------------- | -------------------------------------- | ---------------------- |
| 1980 | Приватні детективи                    | лялька                                 | [ 1 ]                  |
| 1986 | Моя маленька поні                     | Морнін Ґлорі Роуздаст Сканк Бушвулі    | [ 1 ]                  |
| 1986 | Пригоди американського кролика        | мати ягня                              | [ 1 ]                  |
| 1988 | Хто підставив кролика Роджера         | Мінні Маус птахи                       | [ 1 ]                  |
| 1990 | Джетсони                              | Ферґі Фербелоу                         | [ 1 ]                  |
| 1990 | Качині історії: Скарб чарівної лампи  | Крячик, Кручик і Квачик Пір'їнка       | [ 1 ]                  |
| 1990 | Рятувальники: Операція «Австралія»    | миша-медсестра                         | [ 1 ]                  |
| 1995 | Бейб                                  | Герцогиня                              | [ 1 ]                  |
| 1995 | Мозок-втікач                          | Мінні Маус                             | короткометражний фільм |
| 1998 | Бейб: Поросятко у місті               | рожевий пудель керівниця котячого хору | [ 1 ]                  |
| 1999 | Фантазія 2000                         | Дейзі Дак                              | тільки крики           |
| 2005 | Помпоко: Війна танукі в період Хейсей | Отама                                  | [ 1 ]                  |
| 2007 | Сімпсони у кіно                       | Мартін Принс                           | [ 1 ]                  |
| 2013 | Тримай коня!                          | Мінні Маус                             | короткометражний фільм |

| Рік       | Назва                                                      | Роль                                                              | Примітки |
| --------- | ---------------------------------------------------------- | ----------------------------------------------------------------- | -------- |
| 1989      | Пригоди Рональда МакДональда: Острів МакТрежера            | пташка папуга                                                     |          |
| 1990      | Діснеївські пісні для співу: Веселощі в Діснейленді        | Мінні Маус                                                        |          |
| 1994—1995 | Веселі пісні Мікі                                          | Мінні Маус                                                        |          |
| 1995      | Тіллі та дракон                                            | пирогова леді                                                     | [ 1 ]    |
| 1998      | Дух Мікі                                                   | Мінні Маус                                                        |          |
| 1998      | Відважний маленький тостер вирушає на Марс                 | Роббі                                                             | [ 1 ]    |
| 1999      | Одного разу під Різдво                                     | Мінні Маус Крячик, Кручик і Квачик                                | [ 1 ]    |
| 2001      | Чарівне Різдво у Мікі: Замкнені снігом в Мишачому домі     | Мінні Маус                                                        |          |
| 2002      | Попелюшка 2: Мрії збуваються                               | хрещена фея Мері Беатріс Дафна Графиня Ле Ґранде Дрізелла Тремейн | [ 1 ]    |
| 2002      | Машачий дім: Дім лиходіїв                                  | Мінні Маус                                                        |          |
| 2004      | Мікі, Дональд, Ґуфі: Три мушкетери                         | Мінні Маус                                                        | [ 1 ]    |
| 2004      | Знову під Різдво                                           | Мінні Маус Крячик, Кручик і Квачик                                |          |
| 2004      | Різдво дев'яти собак                                       | маленька дівчинка Аґнес Енн                                       | [ 1 ]    |
| 2006      | Лис і мисливський пес 2                                    | удова Твід                                                        |          |
| 2007      | Попелюшка 3: Подорож у часі                                | хрещена фея Дрізелла Тремейн                                      | [ 1 ]    |
| 2007      | Чарівні оповіді діснеївських принцес: Іди за своїми мріями | Фауна                                                             | [ 1 ]    |
| 2007      | Велике клубне полювання Мікі                               | Мінні Маус                                                        | [ 1 ]    |
| 2008      | Скубі-Ду та король гоблінів                                | сова-відьма Тіддлівінк                                            | [ 1 ]    |
| 2009      | Клуб Мікі Мауса: Мікі в Країні Чудес                       | Мінні Маус                                                        | [ 1 ]    |
| 2009      | Клуб Мікі Мауса: Залізниця Мікі                            | Мінні Маус                                                        | [ 1 ]    |
| 2010      | Клуб Мікі Мауса: Раллі                                     | Мінні Маус                                                        | [ 1 ]    |
| 2011      | Клуб Мікі Мауса: Космічна пригода                          | Мінні Маус Помічниця                                              | [ 1 ]    |
| 2013      | Клуб Мікі Мауса: Чарівник країни Дзиз                      | Мінні Маус                                                        | [ 1 ]    |
| 2013      | Клуб Мікі Мауса: Супер-пригода!                            | Мінні Маус (Чудо-Мінні)                                           | [ 1 ]    |
| 2014      | Клуб Мікі Мауса: Зимове Бант-шоу Мінні                     | Мінні Маус Помічниця                                              | [ 1 ]    |
| 2015      | Флінстоуни та WWE: Борці кам'яного віку                    | Пебблс Флінстоун                                                  | [ 1 ]    |
| 2015      | Клуб Мікі Мауса: Монстр-мюзикл Мікі                        | Мінні Маус                                                        | [ 1 ]    |
| 2016      | Клуб Мікі Мауса: Казка Ґуфі                                | Мінні Маус (у ролі самої себе та у ролі Ґретель Маус)             | [ 1 ]    |

### Телебачення
| Рік        | Назва                                                        | Роль                                                                                              | Примітки                                                           |
| ---------- | ------------------------------------------------------------ | ------------------------------------------------------------------------------------------------- | ------------------------------------------------------------------ |
| 1976       | Шоу Мері Тайлер Мур                                          | дитина Теда і Джорджетти                                                                          | 1 епізод                                                           |
| 1980       | Світ Шарлотти Сунички                                        | Шарлотта Суничка                                                                                  |                                                                    |
| 1980—1981  | Комедійне шоу Флінстоунів                                    | Пебблс Флінстоун печерна миша                                                                     | 19 епізодів                                                        |
| 1980—1981  | Гіткліфф                                                     | Барбі Вінслов                                                                                     | 13 епізодів                                                        |
| 1981—1989  | Смурфики                                                     | Смуґл                                                                                             |                                                                    |
| 1981       | Шарлотта Суничка в місті Великого Яблука                     | Шарлотта Суничка                                                                                  |                                                                    |
| 1982       | Шарлотта Суничка: Домашні тварини на параді                  | Шарлотта Суничка                                                                                  |                                                                    |
| 1982       | Маленькі негідники                                           | Доллі                                                                                             |                                                                    |
| 1982       | Різдво приходить в Пак-ленд                                  | Пак-малюк                                                                                         |                                                                    |
| 1982—1983  | Пак-ман                                                      | Пак-малюк                                                                                         | 17 епізодів                                                        |
| 1983       | Пітер та чарівне яйце                                        | Льодяник                                                                                          |                                                                    |
| 1983       | Шарлотта Суничка: Сюрприз на новосілля                       | Шарлотта Суничка                                                                                  |                                                                    |
| 1983—1985  | Підземелля та дракони                                        | чарівна дракониха Ембер                                                                           |                                                                    |
| 1984       | Шарлотта Суничка та малюк без імені                          | Шарлотта Суничка                                                                                  |                                                                    |
| 1984—1991  | Малюки-маппети                                               | Ґонзо, Камілла, Робін                                                                             | 107 епізодів                                                       |
| 1985, 1994 | ABC спецвипуск вихідних                                      | Гейсі Ліота                                                                                       | Епізод: "The Adventures of Teddy Ruxpin" Епізод: "The Magic Flute" |
| 1985       | Шарлотта Суничка зустрічає Беррикінсів                       | Шарлотта Суничка Суничка Беррикін                                                                 |                                                                    |
| 1985       | Хутряний поцілунок                                           | міс Еммі Лу Бігоні Тут сестра Кекл Донна                                                          |                                                                    |
| 1985       | Пригоди ведмежат Ґаммі                                       | мадам Плацебо                                                                                     |                                                                    |
| 1986       | Моя маленька поні                                            | Роуздаст, Капкейк, Морнін Ґлорі                                                                   |                                                                    |
| 1986       | Друзі Ґло                                                    | Ґло Кеппі                                                                                         |                                                                    |
| 1987       | Спортивний Ґуфі в Футболоманії                               | Квачик, Кручик і Крячик бабця Кряк                                                                | спец                                                               |
| 1987       | Блонді і Даґвуд                                              | Кора Дітерс місіс Геннон                                                                          | [ 1 ]                                                              |
| 1987       | D-TV                                                         | Мінні Маус цуценята-далматинці                                                                    |                                                                    |
| 1987—1988  | Маленькі клоуни Геппітауна                                   | Ральфі                                                                                            | 18 епізодів                                                        |
| 1987—1988  | Yogi's Treasure Hunt                                         | Candy Girl                                                                                        | Episode: "The Greed Monster"                                       |
| 1987—1990  | Качині історії                                               | Крячик, Кручик і Квачик Пір'їнка                                                                  | 92 епізоди                                                         |
| 1988       | Totally Minnie                                               | Мінні Маус                                                                                        |                                                                    |
| 1988       | Scooby-Doo and the Ghoul School                              | Фантазма                                                                                          | спец                                                               |
| 1988       | Superman                                                     | Lana Lang (young)                                                                                 |                                                                    |
| 1988       | Чарівний світ Діснея                                         | Мінні Маус                                                                                        | Епізод: «60-річчя Мікі»                                            |
| 1989—1990  | Dink, the Little Dinosaur                                    | Squirt                                                                                            |                                                                    |
| 1989       | Blondie & Dagwood: Second Wedding Workout                    | Cora Dithers                                                                                      | [ 1 ]                                                              |
| 1990—2019  | Сімпсони                                                     | Шеррі, Террі, Мартін Принс, Wendell Borton, Uter Zorker, Lewis Clark, Martha Prince, Sydney Swift | 193 епізоди                                                        |
| 1990—1991  | Widget the World Watcher                                     | Widget                                                                                            |                                                                    |
| 1990       | Cartoon All-Stars to the Rescue                              | Ґонзо Крячик, Кручик і Квачик                                                                     |                                                                    |
| 1990—1996  | What-a-Mess                                                  | Esmeralda                                                                                         |                                                                    |
| 1991—1993  | Mr. Bogus                                                    | Brattus, Dust Bullies                                                                             |                                                                    |
| 1992       | Лускунчик Мікі                                               | Мінні Маус                                                                                        | не вказано у титрах                                                |
| 1992       | Adventures of Sonic the Hedgehog                             | Miles "Tails" Prower                                                                              | Unaired pilot                                                      |
| 1992—1994  | Русалонька                                                   | мати Перл                                                                                         |                                                                    |
| 1992—1993  | Twinkle, the Dream Being                                     | Nova                                                                                              |                                                                    |
| 1993—1994  | Bonkers                                                      | Missing Toon Kid                                                                                  |                                                                    |
| 1993       | Hollyrock-a-Bye Baby                                         | малюк Пебблс Флінстоун                                                                            | телевізійний фільм                                                 |
| 1993       | The Magic Paintbrush                                         | Гейлі                                                                                             | [ 1 ]                                                              |
| 1993       | Biker Mice from Mars                                         | погодний майстер                                                                                  | Епізод: "Chill Zone"                                               |
| 1994—1995  | The Critic                                                   | Пенні Томпкінс жінкоподібна дитина                                                                | 10 епізодів                                                        |
| 1994       | Аладдін                                                      | жінка                                                                                             |                                                                    |
| 1994       | Різдвяна історія Флінстоунів                                 | Пебблс Флінстоун                                                                                  | спец                                                               |
| 1995       | Шоу малюка Г'юї                                              | мамочка                                                                                           | [ 1 ]                                                              |
| 1995       | Capitol Critters                                             | синя птаха                                                                                        |                                                                    |
| 1995—1999  | Тімон і Пумба                                                | фея                                                                                               |                                                                    |
| 1995—1997  | What a Cartoon!                                              | малюк качка з тяжкою долею                                                                        | [ 1 ]                                                              |
| 1995—1996  | The Hot Rod Dogs and Cool Car Cats                           | вуглеводи Яґ                                                                                      | 7 епізодів                                                         |
| 1996       | Кряк-Бряк                                                    | Гельґа Нідлгофер                                                                                  | Епізод: "Take My Duck, Please"                                     |
| 1999       | Дика сімейка Торнберрі                                       | Інґа                                                                                              | [ 1 ]                                                              |
| 1999—2000  | Все про Мікі Мауса                                           | Мінні Маус Клара Клак                                                                             |                                                                    |
| 2000—2001  | Базз Лайтер із Зоряного командування                         | Бекі стара леді                                                                                   | [ 1 ]                                                              |
| 2001—2003  | Мишачий дім                                                  | Мінні Маус Клара Клак хрещена фея герцогиня Фауна хлопчик з реклами зубної пасти                  | 51 епізод                                                          |
| 2002       | Сінтян                                                       | різні персонажі                                                                                   | Vitello dub                                                        |
| 2003       | Кім П'ять-з-плюсом                                           | другий ракетний прискорювач                                                                       |                                                                    |
| 2003—2004  | Щенячі дні Кліффорда                                         | місіс Забліоні Тріксі                                                                             | [ 1 ]                                                              |
| 2003—2007  | Джекерси! Приголи Піґґлі Вінкса                              | Фернандо «Ферні» Торо Енні Вінкс мама                                                             | 46 епізодів                                                        |
| 2005       | Юні Титани                                                   | Мелвін Тіммі                                                                                      | [ 1 ]                                                              |
| 2006—2016  | Клуб Мікі Мауса                                              | Мінні Маус Помічниця                                                                              | 121 епізод                                                         |
| 2011—2016  | Бант-мультики Мінні                                          | Мінні Маус                                                                                        | 40 епізодів                                                        |
| 2011—2016  | Джейк і пірати з Небувалії                                   | птиця-небилиця Джиллі рак-самітник                                                                | 16 епізодів                                                        |
| 2012       | Софія Прекрасна: Як стати принцесою                          | Фауна                                                                                             | телевізійний фільм                                                 |
| 2013       | Софія Прекрасна                                              | Фауна мати Седрика місіс Гіґґінс                                                                  | [ 1 ]                                                              |
| 2013       | Колесо Фортуни                                               | Мінні Маус                                                                                        | Епізод: Making Disney Memories Week                                |
| 2013—2019  | Мікі Маус                                                    | Мінні Маус Крячик, Кручик і Квачик                                                                | 94 епізоди                                                         |
| 2016       | Левина варта                                                 | трубкозубиха Муганґа страусиха Мбуні                                                              | 8 епізодів                                                         |
| 2016       | Дак Голлс: Різдвяний спецвипуск з Мікі Маусом                | Мінні Маус Крячик, Кручик і Квачик                                                                | телевізійний спец                                                  |
| 2017       | Найстрашніша історія в світі: Моторошний Гелловін Мікі Мауса | Мінні Маус Крячик, Кручик і Квачик відьма                                                         | телевізійний спец                                                  |
| 2017—2021  | Мікі та круті перегони/Mickey Mouse Mixed-Up Adventures      | Мінні Маус Клара Клак місіс МакСнортер                                                            | 71 епізод                                                          |
| 2018       | Рапунцель: Нова історія                                      | Флоріна гвардієць лорб                                                                            | [ 1 ]                                                              |
| 2018       | OK K.O.! Давайте будемо героями                              | Фантазма                                                                                          | Епізод: «Вечірка монстрів»                                         |
| 2018       | Качині історії                                               | юний Дональд Дак                                                                                  | Епізод: «Якось, давнього Різдва…», остання роль на ТБ              |

### Відеоігри
| Рік  | Назва                                                      | Роль                                                                  |
| ---- | ---------------------------------------------------------- | --------------------------------------------------------------------- |
| 1990 | DuckTales: The Quest for Gold                              | Крячик, Квачик і Кручик Пір'їнка                                      |
| 1992 | King's Quest VI: Heir Today, Gone Tomorrow                 | Селест                                                                |
| 1993 | Quest for Glory: Shadows of Darkness                       | Таня Маркаров                                                         |
| 1996 | The Simpsons Cartoon Studio                                | Мартін Принс                                                          |
| 1997 | The Simpsons: Virtual Springfield                          | Мартін Принс                                                          |
| 1997 | 101 Dalmatians Animated StoryBook                          | Лакі няня                                                             |
| 1998 | My Disney Kitchen                                          | Мінні Маус                                                            |
| 1999 | Gabriel Knight 3: Blood of the Sacred, Blood of the Damned | Симон                                                                 |
| 2000 | Mickey Mouse Preschool                                     | Мінні Маус Крячик, Квачик і Кручик                                    |
| 2000 | Mickey Mouse Kindergarten                                  | Мінні Маус                                                            |
| 2000 | Mickey Mouse Toddler                                       | Мінні Маус ховрашок                                                   |
| 2000 | The Flintstones: Bedrock Bowling                           | Пебблс Флінтстоун                                                     |
| 2000 | Donald Duck Goin' Quackers                                 | Крячик, Квачик і Кручик                                               |
| 2001 | Disney Learning: Phonics Quest                             | Мінні Маус                                                            |
| 2002 | Disney Learning Adventure: Search for the Secret Keys      | Мінні Маус                                                            |
| 2002 | Kingdom Hearts                                             | Мінні Маус                                                            |
| 2002 | Disney Golf                                                | Мінні Маус                                                            |
| 2002 | Disney's PK: Out of the Shadows                            | Крячик, Квачик і Кручик                                               |
| 2002 | Disney Sports Soccer                                       | Мінні Маус Крячик, Квачик і Кручик                                    |
| 2002 | Disney Sports Skateboarding                                | Мінні Маус                                                            |
| 2002 | Disney Sports Football                                     | Мінні Маус Крячик, Квачик і Кручик                                    |
| 2002 | Disney Sports Basketball                                   | Мінні Маус Крячик, Квачик і Кручик                                    |
| 2003 | Disney's Party                                             | Мінні Маус                                                            |
| 2003 | Disney's Hide and Sneak                                    | Мінні Маус                                                            |
| 2006 | Kingdom Hearts II                                          | Мінні Маус Фауна                                                      |
| 2007 | Disney Princess: Enchanted Journey                         | хрещена фея студент Краб                                              |
| 2007 | The Simpsons Game                                          | Мартін Принс Шеррі і Террі Ютер                                       |
| 2008 | WALL-E                                                     | пасажир Аксіоми                                                       |
| 2008 | Disney Think Fast                                          | Мінні Маус                                                            |
| 2010 | Kingdom Hearts: Birth by Sleep                             | Мінні Маус Дрізелла Тремейн хрещена фея Фауна Крячик, Квачик і Кручик |
| 2011 | Kinect Disneyland Adventures                               | Мінні Маус                                                            |
| 2012 | Kingdom Hearts 3D: Dream Drop Distance                     | Мінні Маус                                                            |
| 2013 | DuckTales: Remastered                                      | Крячик, Квачик і Кручик Пір'їнка                                      |
| 2013 | Castle of Illusion Starring Mickey Mouse                   | Мінні Маус                                                            |
| 2014 | Disney Magical World                                       | Мінні Маус                                                            |
| 2015 | Disney Infinity 3.0                                        | Мінні Маус                                                            |
| 2019 | Kingdom Hearts III                                         | Крячик, Квачик і Кручик                                               |

### Атракціони тематичного парку
| Рік  | Назва                             | Роль       | Примітки  |
| ---- | --------------------------------- | ---------- | --------- |
| 2003 | Mickey's PhilharMagic             | Мінні Маус | невидимий |
| 2020 | Mickey & Minnie's Runaway Railway | Мінні Маус | посмертно |